# Ymnos eis tin Eleftherian
Thánh ca cho tự do (tiếng Hy Lạp: Ὕμνος εις την Ελευθερίαν hay tiếng Hy Lạp: Ύμνος προς την Ελευθερίαν) là một bài thơ sáng tác bởi Dionysios Solomos vào năm 1823 và với 158 khổ thơ, nó là quốc ca dài nhất thế giới. Hiện tại, nó là quốc ca của cả Hy Lạp và Cộng hòa Síp. Năm 1865, ba (về sau là hai) khổ đầu được chọn làm quốc ca Hy Lạp một cách chính thức. Đến năm 1966, chúng mới được Síp chọn.

## Lịch sử
Dionysios Solomos đã viết "Thánh ca cho tự do" vào năm 1823 tại Zakynthos và một năm sau đó được in ở Messolonghi. Nó đã được phổ nhạc vào năm 1865 bởi nhà soạn nhạc hoạt động người Corfu Nikolaos Mantzaros, người đã sáng tác hai phiên bản nhạc, một phiên bản dài cho toàn bộ bài thơ và một bản ngắn cho hai khổ thơ đầu tiên; sau này được thông qua thành quốc ca của Hy Lạp. "Thánh ca cho tự do" về sau được Síp chọn làm quốc ca theo lệnh của Hội đồng Bộ trưởng năm 1966.

## Lời
Lấy cảm hứng từ Chiến tranh giành độc lập Hy Lạp, Solomos đã viết bài thánh ca để tôn vinh cuộc đấu tranh của người Hy Lạp để giành độc lập sau nhiều thế kỷ cai trị của Đế quốc Ottoman.
"Thánh ca cho tự do" kể lại sự khốn khổ của người Hy Lạp dưới thời Ottoman và hy vọng tự do của họ. Ông mô tả các sự kiện khác nhau của Chiến tranh, như vụ hành quyết của Thượng phụ Gregory V của Constantinople, phản ứng của các cường quốc, cuộc bao vây Tripolitsa và nhân vật Kitô giáo của cuộc đấu tranh.

### Nguyên bản tiếng Hy Lạp
| Tiếng Hy Lạp | Chuyển ngữ Latinh | phát âm IPA |
| --- | --- | --- |

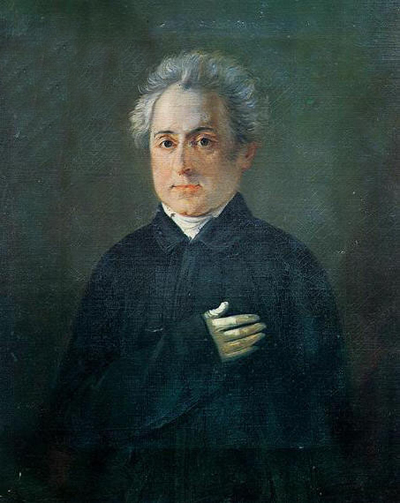
Dionysios Solomos, tác giả phần lời bài hát.

| Σε γνωρίζω από την κόψη Του σπαθιού την τρομερή, Σε γνωρίζω από την όψη, Που με βιά μετράει τη γη. Απ’ τα κόκκαλα βγαλμένη Των Ελλήνων τα ιερά, 𝄆 Και σαν πρώτα ανδρειωμένη, Χαίρε, ω χαίρε, ελευθεριά! 𝄇 | Se gnorízo apó tin cópsi Tou spathioú tin tromerí, Se gnorízo apó tin ópsi, Pou me viá metráei ti gi. Ap’ ta cóccala vgalméni Ton Hellínon ta hierá, 𝄆 Cai san próta andreioméni, Chaíre, o chaíre, eleutheriá! 𝄇 | [s̠e̞ ɣno̞.ˈɾiˑ.z̠o̞̯‿ɐ.po̞ tiŋ ˈko̞ˑ.ps̠i ǀ] [tu s̠pɐ.ˈθçuˑ tin ˌtro̞.me̞.ˈɾiˑ ǀ] [s̠e̞ ɣno̞.ˈɾiˑ.z̠o̞̯‿ɐ.po̞ tin ˈo̞ˑ.ps̠i ǀ] [pu me̞ ˈvʝäˑ me̞.ˌträˑi̯ ti ˈʝiˑ ‖] [ɐp tɐ ˈko̞ˑ.kɐ.ˌlä vɣɐl.ˈme̞.ˑɲi ǀ] [to̞n e̞.ˈliˑ.no̞n tɐ je̞.ˈɾäˑ ǀ] 𝄆 [ˌce̞ s̠ɐm ˈpro̞ˑ.tɐ ɐn̪.ðri̯o̞.ˈme̞ˑ.ɲi ǀ] [ˈçe̞ˑ.ɾe̞̯‿o̞ ˈçe̞ˑ.ɾe̞ ǀ e̞le̞f.θe̞ɾ.ˈʝäˑ ‖] 𝄇 |

## Sử dụng
Một phiên bản với lời khác đã được sử dụng bởi Nhà nước Crete tồn tại ngắn ngủi với tên gọi Quốc ca Crete. "Thánh ca cho tự do" đã là hoàng ca Hy Lạp từ năm 1864.
"Thánh ca cho tự do" là quốc ca của Síp kể từ năm 1966.
Bài hát này đã được trình diễn trong mỗi lễ bế mạc Thế vận hội Olympic, để vinh danh Hy Lạp là cái nôi của Thế vận hội Olympic. Phiên bản thường được chơi bởi các ban nhạc quân đội là một bản sắp xếp được sáng tác bởi Trung tá Margaritis Kastellis (1907 – 1979), cựu giám đốc của Quân đoàn Âm nhạc Hy Lạp.